# Jenő Fuchs
Jenő Fuchs, född 29 oktober 1882 i Budapest, död 14 mars 1955 i Budapest, var en ungersk fäktare.
Fuchs blev olympisk guldmedaljör i sabel vid sommarspelen 1908 i London och vid sommarspelen 1912 i Stockholm.